# 伊勢国際観光
株式会社伊勢國際観光は非上場の株式会社である。伊勢国際観光バスを運用している三重県伊勢市下野町にある小さな貸切バス会社。大型バス、中型バス、ミニバス合わせて十台ほど保有している。伊勢國際観光の代表取締役は中西英二である。平成14年5月22日に設立された。取引銀行は三重信用金庫と百五銀行である
。また、伊勢国際観光は国の字を旧字体の“國”で表される場合と“国”で表される場合がある。